# Sainte-Marie-Outre-l’Eau
Sainte-Marie-Outre-l’Eau ist eine französische Gemeinde mit 128 Einwohnern (Stand 1. Januar 2022) im Département Calvados in der Region Normandie. Sie gehört zum Arrondissement Vire und zum Kanton Vire Normandie.

## Geografie
Sainte-Marie-Outre-l’Eau liegt rund 60 Kilometer südwestlich von Caen und 24 Kilometer südlich von Saint-Lô. An der Nordostgrenze von Sainte-Marie-Outre-l’Eau fließt die Vire, die zugleich eine Teilbegrenzung zur angrenzenden Gemeinde Pont-Farcy darstellt. Das Flüsschen Drôme durchquert das Gemeindegebiet und mündet an der nördlichen Grenze in die Vire. Im Südwesten grenzt Sainte-Marie-Outre-l’Eau überdies an das Département Manche, im Südosten an die Gemeinde Landelles-et-Coupigny und im Osten an Pont-Bellanger.
Knapp drei Kilometer nordwestlich von Sainte-Marie-Outre-l’Eau verläuft die Autoroute A84.

## Bevölkerungsentwicklung

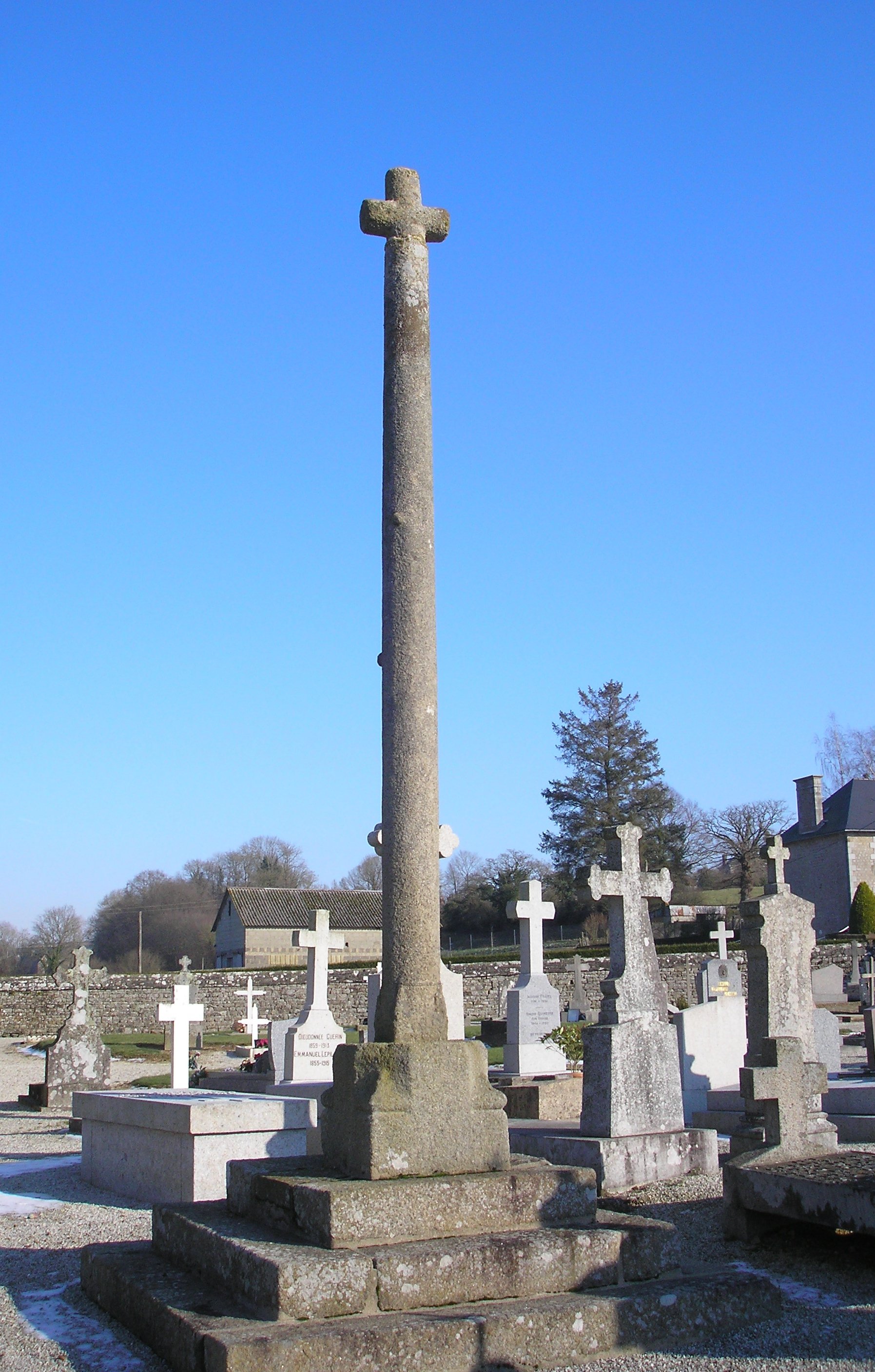
Großes Friedhofskreuz aus dem 17. Jahrhundert

| Jahr      | 1800 | 1831 | 1851 | 1881 | 1911 | 1936 | 1962 | 1975 | 1990 | 2014 |
| Einwohner | 395  | 414  | 313  | 291  | 217  | 242  | 242  | 149  | 106  | 114  |

## Sehenswürdigkeiten
- Die Kirche Notre-Dame stammt aus dem 18. Jahrhundert, viele Objekte der Ausstattung haben den Status Monument historique inne.[1]
- Ein Friedhofs- und ein Flurkreuz aus dem frühen 17. Jahrhundert sind seit dem 4. Oktober 1932 als Monument historique eingestuft.[2][3]